# Didier Poiraud
Didier Poiraud (* 4. Oktober 1966 in Nantes) ist ein französischer Regisseur, Drehbuchautor und Schauspieler. Er arbeitet häufig mit seinem Bruder Thierry Poiraud zusammen.

## Leben
1995 debütierte Poiraud zusammen mit seinem Bruder mit dem Kurzfilm Les escarpins sauvages, einem Schwarzweiß-Stop-Motion-Film von 13 Minuten Länge. 1996 drehten die beiden für das Adventure-Videospiel Die Affäre Morlov, das in Paris spielt, die Videosequenzen. Es folgten die beiden Kurzfilm Duvetman (1997) und  Meurtre d'un broutemécouilles chinois (1998) zusammen mit dem Regisseur-Kollektiv Les United Blaireaux. Dieses Kollektiv veröffentlichte 2003 auch den Kurzfilm Die fantastische Nacht, der beim Brüsseler Kurzfilmfestival den Jameson Short Award sowie den Canal+-Preis der Universität Clermont-Ferrand gewann.
2004 drehten die beiden ihren ersten Langfilm Atomik Circus - Le retour de James Bataille, einen Horrorfilm, der unter anderem beim Fantasy Filmfest 2005 und beim Sitges aufgeführt wurde.
2008 folgte ein Dokumentarfilm über Vanessa Paradis und deren Divinidylle Tour.
In Goal of the Dead, einem Film seines Bruders, den dieser zusammen mit Benjamin Rocher drehte, trat Didier als Popeye auf.

## Filmografie
Regie
- 1994: Les escarpins sauvages (Kurzfilm)
- 1995: Die Affäre Morlov (L'affaire Morlo) (Videospiel)
- 1997: Duvetman (Kurzfilm)
- 1998: Meurtre d'un broutemécouilles chinois (Kurzfilm)
- 2003: Das fantastische Nacht (Kurzfilm)
- 2004: Atomik Circus, le retour de James Bataille
- 2008: Vanessa Paradis: Divinidylle Tour (Dokumentarfilm)

Schauspieler
- 2002: Nonfilm
- 2014: Goal of the Dead